# 서종봉
서종봉(1986년 8월 31일 ~ )은 대한민국의 배우이다.

## 학력
- 한국예술종합학교 연기과

## 출연작

### 영화
- 《아홉수 로맨스》 (2021년) - 희주의 남자 역
- 《더 씨엠알》 (2020년)
- 《난폭한 기록》 (2019년) - 영대 역
- 《포크레인》 (2017년) - 형사 역
- 《서서평, 천천히 평온하게》 (2017년) - 동아일보기자 역
- 《사랑은 없다》 (2016년) - 건달 2 역
- 《저지 미 트리트 미 퍼니쉬 미》 (2015년)
- 《폭력의 틈》 (2015년) - 기혁 역
- 《사이다》 (2015년)
- 《열여덟》 (2014년)
- 《흑산도》 (2014년)
- 《클로젯》 (2013년)

### 드라마
- 《소방서 옆 경찰서》(2022년, SBS)  - 염상구 역
- 《녹두꽃》 (2019년, SBS) - 이두황 역
- 《신의 퀴즈 5》 (2018년, OCN) - 수원 역
- 《의문의 일승》 (2017년, SBS)
- 《악몽선생》 (2016년, 웹드라마) - 강상태 역
- 《육룡이 나르샤》 (2015년, SBS) - 팔봉 역
- 《신의 퀴즈 4》(2014년, OCN)